# (8252) Elkins-Tanton
(8252) Elkins-Tanton est un astéroïde de la ceinture principale découvert par l'astronome  américain Schelte John Bus à l'observatoire de Siding Spring, en Australie, le 1er mars 1981. Il a une période de rotation d'environ 14,15 heures et il mesure environ 3.3 kilomètres de diamètre. Il porte le nom de la planétologue américaine Lindy Elkins-Tanton.

## Histoire
(8252) Elkins-Tanton a été observé pour la première fois le 18 septembre 1979. Bien que sa découverte officielle ait eu lieu quelques années plus tard, le 1er mars 1981, lorsque l'astronome Schelte John Bus l'a capturé au cours de l'étude de Schmidt- Astéroïdes Caltech du Royaume-Uni, dans l'observatoire de Siding Spring de l'Australie.

## Orbite
Elkins-Tanton Tourne autour du Soleil dans la ceinture principale d'astéroïdes à une distance de 2.02 UA (périhélie) à 2.55 UA (aphélie) une fois chaque environ 3 ans, 7 mois et 6 jours (1 314 jours). Son orbite a une inclinaison de 3,68° et une excentricité de 0,12 par rapport à l'écliptique.

## Dénomination
L'astéroïde a été nommé d'après le scientifique planétaire américain Lindy Elkins-Tanton, chercheur principal de la mission spatiale Psyché de NASA, qui explorera l'astéroïde métallique (16) Psyché.

## Compléments